# Likvax
Likvax eller adipocer är de olösliga fettsyrorna som blir kvar från fetter i ruttnande material som lik. Likvax bildas genom långsam fetthydrolys i våt mark och kan förekomma både i balsamerade och obehandlade lik.
Likvax hämmar bakterietillväxten och kan till viss del skydda ett lik mot förruttnelse. Det börjar bildas inom en månad efter döden, och kan finnas kvar på kvarlevorna i århundraden. Eftersom det bildas genom hydrolys, bildas det snabbare i fuktiga miljöer eller till och med under vatten. Det är ovanligt att obegravda lik bildar likvaxavlagringar. Processen varvid likvax bildas kallas även för saponifiering.

## Historik
Adipocer beskrevs först av Sir Thomas Browne i hans diskurs Hydriotaphia, Urn Burial (1658):
I en hydropisk kropp tio år begravd på en kyrkgård möttes vi av en fet konkretion, där jordens nitre och kroppens salt och lixivous sprit hade koagulerat stora fettklumpar, till konsistensen av de hårdaste Kastilien-tvål: varav en del är kvar hos oss.
Den kemiska processen för adipocerbildning, förtvålning, kom att förstås på 1600-talet när mikroskop blev allmänt tillgängliga.
År 1825 tros läkaren och föreläsaren Augustus Granville (något omedvetet) ha tillverkat ljus av en mumies adipocere' och använt dem för att tända den offentliga föreläsning han höll för att rapportera om mumins dissektion. Granville trodde tydligen att det vaxartade materialet som han gjorde ljusen av hade använts för att bevara mumien, snarare än att det var en produkt av förtvålningen av den mumifierade kroppen.
Kroppen av "Soap Lady", vars lik förvandlade sig till adipocer, visas i Mütter Museum i Philadelphia, Pennsylvania.
Det förmodligen mest kända fallet av adipocer är det av Skottlands bröder Higgins, som mördades av sin far 1911 men vars kroppar inte hittades förrän 1913. Kropparna hade lämnats flytande i ett översvämmat stenbrott, vilket resulterade i en nästan fullständig förvandling till adipocer. Patologerna Sydney Smith och professor Littlejohn lyckades hitta mer än tillräckligt med bevis från de bevarade kvarlevorna för att polisen skulle kunna identifiera offren och anklaga mördaren, som hängdes. Samtidigt tog patologerna i hemlighet tillbaka några av kvarlevorna till Edinburghs universitet för vidare studier. Nästan ett sekel senare begärde en släkting att dessa kvarlevor skulle återlämnas så att de kunde få en kristen begravning. Universitetet gick med på att göra det om käranden kunde bevisa hennes förhållande till pojkarna och om andra släktingar gick med på hennes plan, och kvarlevorna kremerades så småningom 2009.

## Utseende
Adipocer är ett smuligt, vaxartat, vattenolösligt material som mestadels består av mättade fettsyror. Beroende på om det bildades av vitt eller brunt kroppsfett, är adipocer antingen gråvit eller brun till färgen.
I lik tillåter den fasta avgjutningen av adipocer en viss uppskattning av kroppsform och ansiktsdrag, och skador är ofta välbevarade.

## Bildning
Adipocer bildas genom den anaeroba bakteriella hydrolysen av fett i vävnad. Omvandlingen av fett till adipocer sker bäst i en miljö som har höga halter av fukt och brist på syre, såsom i våt mark eller lera på botten av en sjö eller en förseglad kista, och det kan ske med både balsamerad och obehandlad kroppar. Adipocerbildningen börjar inom en månad efter döden, och i frånvaro av luft kan den fortsätta i århundraden. Adipocerous formation bevarade den vänstra hjärnhalvan av ett 1200-talsspädbarn så att sulci, gyri och till och med Nissl-kroppar i den motoriska cortex kunde urskiljas på 1900-talet. En exponerad, insektsangripen kropp eller en kropp i en varm miljö kommer sannolikt inte att bilda avlagringar av adipocer.
Lik av kvinnor, spädbarn och överviktiga personer är särskilt benägna att förvandlas till adipocere eftersom de innehåller mer kroppsfett. Inom rättsmedicin är användbarheten av adipocerebildning för att uppskatta postmortem-intervallet begränsad eftersom processens hastighet är temperaturberoende. Den accelereras av värme, men extrema temperaturer hindrar den.
Nedbrytningen av adipocer fortsätter efter uppgrävning på mikroskopisk nivå som ett resultat av kombinationen av exponering för luft, hantering, dissektion och mikrobiotans enzymatiska aktivitet.